# Lista Civica (Slovenia)
Lista Civica (in sloveno Državljanska Lista, DL) è un partito politico di orientamento liberal-democratico fondato in Slovenia nel 2011 su iniziativa di Gregor Virant con il nome di Lista Civica di Gregor Virant (Državljanska Lista Gregorja Viranta, LGV). Ha assunto l'attuale denominazione nell'aprile 2012.

## Storia
Virant era stato Ministro della Pubblica amministrazione nel primo governo Janša e aveva collaborato con il Partito Democratico Sloveno, pur senza farne parte. L'annuncio della creazione del partito, avvenuto dopo la caduta del governo Pahor, è stato accolto negativamente dal Partito Democratico.
Inizialmente Virant poteva contare su un forte supporto popolare, confermato dai sondaggi che piazzavano il partito ai primi posti delle preferenze. Durante la campagna elettorale ha però subito un brusco calo di consenso, legato agli attacchi dei media conservatori e in particolare all'accusa di aver fruito di un'indennità di disoccupazione come ex-ministro nonostante i suoi importanti guadagni come consulente.
In occasione delle elezioni parlamentari del 2011 il partito ha ottenuto l'8,4% dei voti e otto seggi. Il 21 dicembre Virant è stato eletto Presidente dell'Assemblea nazionale con i voti del Partito dei Pensionati e dei partiti di centro-destra.
Dopo un mese di trattative è stato siglato un accordo di coalizione fra la Lista Virant, Slovenia Positiva, i Socialdemocratici e il Partito dei Pensionati, per sostenere Zoran Janković come Primo Ministro; all'ultimo momento Virant ha però ritirato l'appoggio a Janković ed è entrato in trattative con il centro-destra guidato da Janez Janša, che è stato eletto Primo Ministro il 10 febbraio 2012.
Dopo il risultato negativo delle elezioni europee del 2014 Virant si è dimesso dalla guida del partito, venendo sostituito da Bojan Starman.

## Risultati elettorali
| Elezione          | Voti   | %    | Seggi  |
| ----------------- | ------ | ---- | ------ |
| Parlamentari 2011 | 92.282 | 8,37 | 8 / 90 |
| Europee 2014      | 4.600  | 1,14 | 0 / 8  |
| Parlamentari 2014 | 5.556  | 0,64 | 0 / 90 |